# The Twilight Zone: Porn Parody
The Twilight Zone: Porn Parody ist eine US-amerikanische Porno-Parodie aus dem Jahr 2010, die die Mystery-Fernsehserie Twilight Zone parodiert.

## Handlung
Der Film dreht sich um die mysteriösen und sexuellen Vorfälle bei der Familie Stone und den anderen in der Nachbarschaft und eine sich bildende sexuelle Revolution.

### Szenen
- Szene 1. Jessica Jaymes, Evan Stone
- Szene 2. Chayse Evans, Kylee Reese
- Szene 3. Kimberly Kane, Kylee Reese, Eric Swiss
- Szene 4. Chayse Evans, Jack Lawrence
- Szene 5. Jessica Jaymes, Kimberly Kane, Eric Masterson, Evan Stone

## Produktion und Veröffentlichung
Der Film wurde von Cinnamon Productions (II) und Paris on the Prairie Productions produziert und von LFP Video vermarktet. Regie führte Paul Thomas und das Drehbuch schrieb er zusammen mit Tony G. Erstmals wurde der Film am 31. August 2010 auf DVD veröffentlicht. 